# آندروس شمالی
آندروس شمالی (به لاتین: North Andros)  یک شهرستان در باهاما است که در آندروس، باهاما واقع شده‌است.